# Station La Verpillière
Station La Verpillière is een spoorwegstation in de Franse gemeente La Verpillière.